# Beschermde stads- en dorpsgezichten in Overijssel

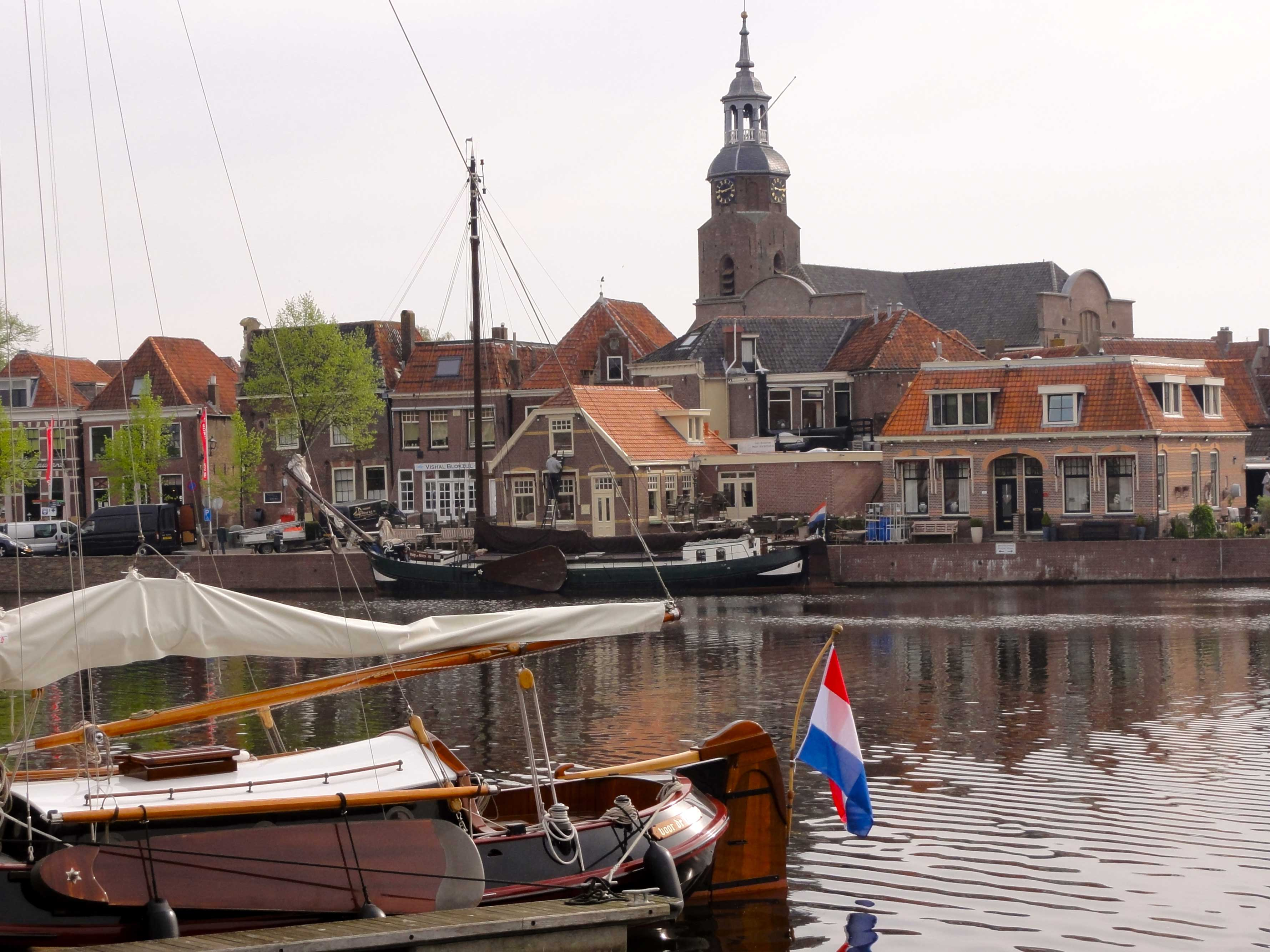
Blokzijl

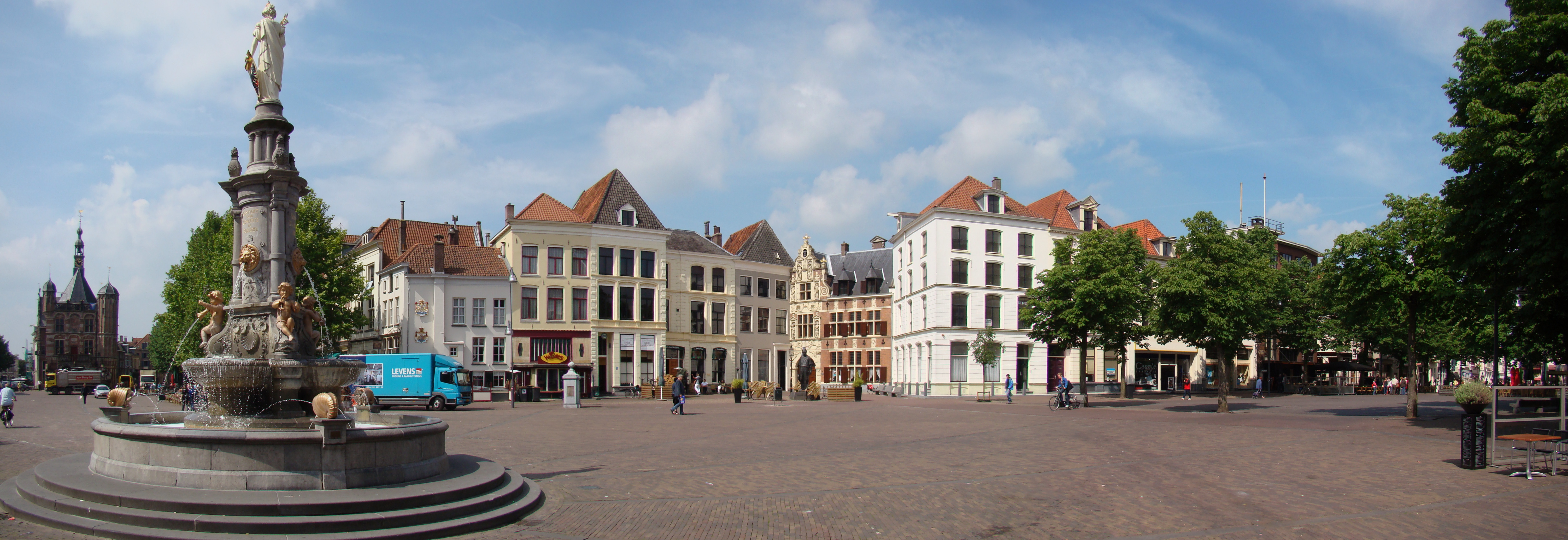
Deventer

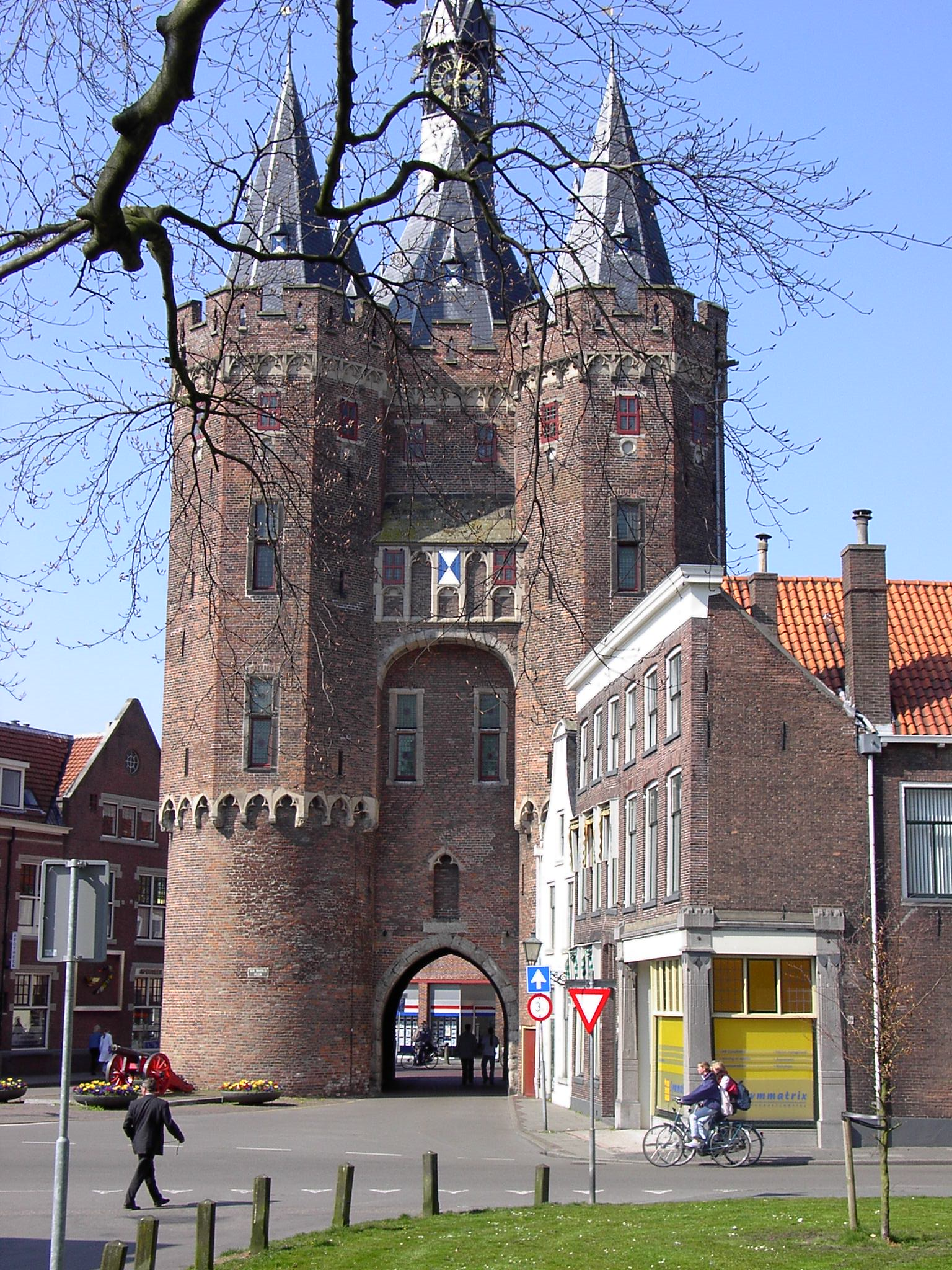
Zwolle

De Beschermde stads- en dorpsgezichten in Overijssel zijn onder te verdelen in de Overijsselse steden die beschermd stadsgezicht zijn, en de overige dorpen en plaatsen die beschermd dorpsgezicht zijn.

## Beschermd stadsgezicht
- Blokzijl
- Deventer
- Gramsbergen
- Hasselt
- Kampen
- Ootmarsum
- Vollenhove
- Zwolle

## Beschermd dorpsgezicht
- Borne
- Beerze
- Giethoorn
- Ommerschans-Balkbrug
- Oud Avereest-Den Huizen
- Rheeze
- Staphorst
- Stokkum
- Vilsteren
- Weerselo-Het Stift

Behalve dorpskernen kunnen ook gebieden, straten of wijken als beschermd dorpsgezicht worden aangemerkt:
- Den Haller, Hof van Twente
- Tuindorp 't Lansink Hengelo